# جوان كولينز (سياسي)
جوان كولينز (بالإنجليزية: Joan Collins)‏ (و. 1961  م) هي سياسية أيرلندية.

## مناصب
تولت منصب نائب دييل (منذ 10 مارس 2016)
- نائب دييل (25 أبريل 2013–3 فبراير 2016)[4]
- نائب دييل (9 مارس 2011–25 أبريل 2013)[4]

.